# Quinta (araldica)
Quinta è un termine utilizzato in araldica per indicare cinque strisce parallele, per lo più rettilinee e che si possono disporre nelle varie direzioni araldiche.
La quinta occupa, di norma, lo stesso spazio della pezza secondo cui è ordinata.

Di nero, alla quinta in banda d'oro (stemma di Vesanto, Finlandia)